# Dan Ellis
Daniel „Dan“ Ellis (* 19. Juni 1980 in Saskatoon, Saskatchewan) ist ein ehemaliger kanadischer Eishockeytorwart und derzeitiger -scout, der im Verlauf seiner aktiven Karriere zwischen 2000 und 2016 unter anderem 219 Spiele für die Dallas Stars, Nashville Predators, Tampa Bay Lightning, Anaheim Ducks, Carolina Hurricanes und Florida Panthers in der National Hockey League (NHL) bestritten hat. Seit 2017 arbeitet Ellis als Torwartscout für die Chicago Blackhawks in der NHL.

## Karriere

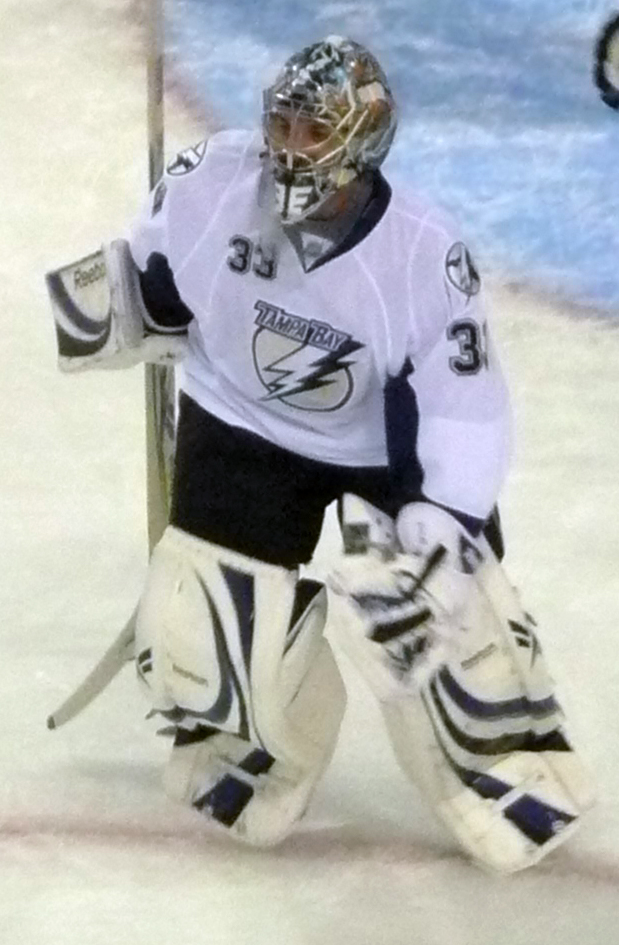
Ellis im Trikot der Tampa Bay Lightning

Ellis begann seine Karriere bei den Newmarket Hurricanes in einer Juniorenliga in der Provinz Ontario, bevor er zur Saison 1999/2000 in die United States Hockey League (USHL) zu den Omaha Lancers wechselte. Während des NHL Entry Draft 2000 wurde der Schlussmann in der zweiten Runde an 60. Position von den Dallas Stars aus der National Hockey League (NHL) ausgewählt. Nach seinem Engagement bei den Lancers stand er drei Jahre für die University of Nebraska in Omaha im Spielbetrieb der National Collegiate Athletic Association (NCAA) zwischen den Pfosten. Dort zeigte er konstant gute Leistungen und konnte sich über einige Auszeichnungen und Rekorde freuen. So verzeichnete er im Jahr 2002 eine Serie von sieben gewonnenen Spielen bei einem Gegentorschnitt von 1,00, 96,6 % gehaltenen Schüssen und drei Shutouts.
Seine Profikarriere begann Ellis in der Saison 2003/04 bei den Utah Grizzlies, dem damaligen Farmteam der Dallas Stars, in der American Hockey League (AHL). In derselben Spielzeit – am 18. Februar 2004 – feierte er auch sein Debüt in der NHL, als er Marty Turco in einem Spiel gegen die Los Angeles Kings vertrat, dabei 25 Schüsse abwehrte und seinen ersten NHL-Sieg verzeichnen durfte. Allerdings blieb dies bisher sein einziger Einsatz in der NHL, da er sich nicht gegen Mike Smith durchsetzen konnte. Gekrönt wurde die Spielzeit jedoch durch seine Einsätze bei den Idaho Steelheads in der ECHL, einem weiteren Kooperationspartner Dallas’, die er zum Gewinn des Kelly Cups führte. In der Saison 2005/06 teilte sich Ellis die Position als Schlussmann der Iowa Stars mit Mike Smith und kam auf 34 Spiele, nachdem er im Vorjahr für den Ligakonkurrenten Hamilton Bulldogs in 31 Partien auf dem Eis gestanden hatte. Im Laufe des Spieljahres setzte sich Smith als Nummer 1 gegen Ellis durch, so dass Ellis in keinem Spiel der Playoffs zum Einsatz kam. In der Saison 2006/07 teilte er sich die Torhüterposition bei den Iowa Stars mit dem Schweizer Tobias Stephan, da Smith nun als Ersatzmann von Marty Turco in der NHL fungierte.
Am 5. Juli 2007 unterschrieb er einen Einjahresvertrag bei den Nashville Predators. Durch die schwankenden Leistungen von Stammtorhüter Chris Mason kam Ellis immer öfter zu Einsätzen für die Predators, wo er sehr solide Leistungen zeigte. Deshalb wurde Ellis bereits nach kurzer Zeit der neue Stammtorhüter Nashvilles. Der Torwart trug maßgeblich dazu bei, dass die Predators als achtes Team in der Saison 2007/08 die Playoffs erreichten. In dieser Saison stellte er mit sechs Shutouts auch einen neuen Franchise-Rekord innerhalb einer Spielzeit auf. Mit Beginn der Free-Agent-Phase in der NHL am 1. Juli 2010 entschied sich Ellis für einen Wechsel zu den Tampa Bay Lightning, wo er auf seinen alten Rivalen Mike Smith traf. Dort kam er zwar oft zum Einsatz, doch zuletzt wurde Ellis durch den erfahrenen Dwayne Roloson verdrängt. Am 24. Februar 2011 entschieden die Bolts ihn in einem Tauschgeschäft für Curtis McElhinney an die Anaheim Ducks abzugeben.
Nach Auslaufen des gültigen Vertrags wurde der Kanadier im September 2012 von den Charlotte Checkers aus der AHL unter Vertrag genommen. Die Saison 2012/13 beendete er bei deren Kooperationspartner, den Carolina Hurricanes in der NHL. Im Juli 2013 unterzeichnete Ellis einen Zweijahresvertrag bei den Dallas Stars, die ihn im März 2014 im Tausch für Tim Thomas zu den Florida Panthers transferierten. Bis zum Ende der Saison absolvierte er sechs Spiele für die Panthers. Während der Vorbereitung auf die neue Spielzeit wurde Ellis dann an das AHL-Farmteam, die San Antonio Rampage, abgegeben. Nachdem sein Vertrag dort nicht verlängert worden war, unterzeichnete Ellis im Juli 2015 einen Einjahres-Kontrakt bei den Washington Capitals und spielte für die Hershey Bears in der AHL. Anschließend beendete er im Sommer 2016 seine aktive Spielerkarriere im Alter von 36 Jahren. Nach einem kurzen Engagement als Assistenztrainer bei den Omaha Lancers in der USHL begann er zur Spielzeit 2017/18 als Scout bei den Chicago Blackhawks in der NHL zu arbeiten.

## Erfolge und Auszeichnungen
| - 2000 USHL First All-Star Team - 2000 USHL Goaltender of the Year - 2000 USHL Player of the Year - 2001 CCHA All-Rookie Team | - 2002 CCHA Second All-Star Team - 2004 Teilnahme am ECHL All-Star Game - 2004 Kelly-Cup-Gewinn mit den Idaho Steelheads - 2004 Kelly Cup Playoffs Most Valuable Player |

## Karrierestatistik
(Legende zur Torhüterstatistik: GP oder Sp = Spiele insgesamt; W oder S = Siege; L oder N = Niederlagen; T oder U oder OT = Unentschieden oder Overtime- bzw. Shootout-Niederlage; Min. = Minuten; SOG oder SaT = Schüsse aufs Tor; GA oder GT = Gegentore; SO = Shutouts; GAA oder GTS = Gegentorschnitt; Sv% oder SVS% = Fangquote; EN = Empty Net Goal; 1 Play-downs/Relegation; Kursiv: Statistik nicht vollständig)